# Vecchia strada di Candelaria

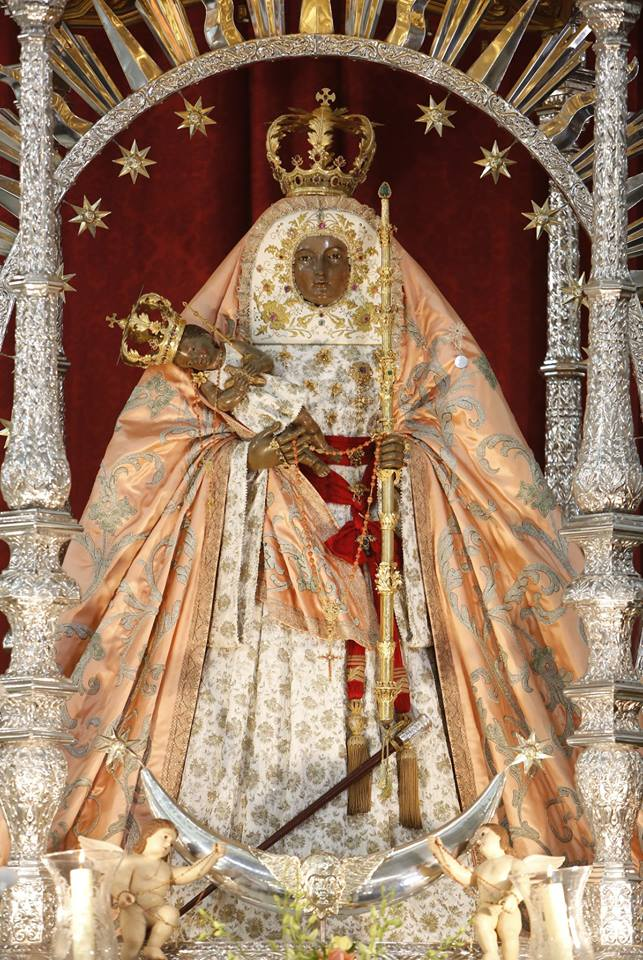
Vergine della Candelaria (patrona delle Isole Canarie).

Il Vecchia strada di Candelaria (anche Camino de Candelaria, Camino Real de Candelaria e Camino de Nuestra Señora de Candelaria) è un antico percorso di pellegrinaggio, dichiarato parte del suo itinerario di Bien de Interés Cultural), con la categoria di Sito Storico, dal 2008. Si percorre attraverso i comuni di Candelaria, El Rosario, San Cristóbal de La Laguna e leggermente Santa Cruz de Tenerife sull'isola di Tenerife (Isole Canarie, Spagna). È legato al culto della Vergine della Candelaria (patrona delle Isole Canarie).

## Caratteristiche
Sentiero lungo 21 chilometri, che corrisponde alla strada che collegava l'antica capitale di Tenerife, San Cristóbal de La Laguna, con il centro costiero di Candelaria. Lascia La Laguna lungo il Camino de San Francisco de Paula, attraverso Los Baldíos e Llano del Moro, per dirigersi come prima tappa importante del percorso verso la Chiesa di Nuestra Señora del Rosario a Machado, proseguendo lungo i pendii da Barranco Hondo e Igueste de Candelaria alla villa mariana.

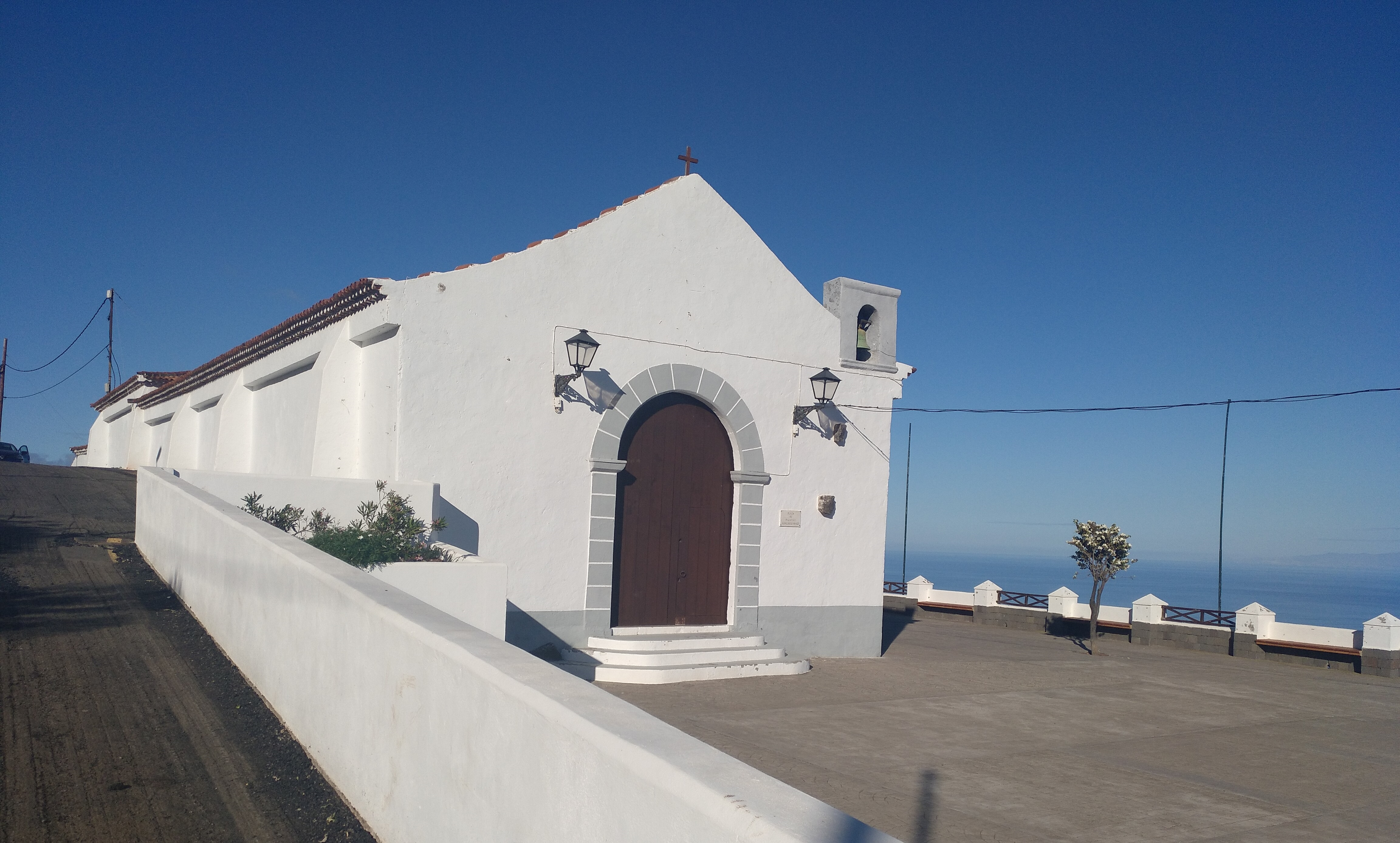
Eremo di Nostra Signora del Rosario a Machado, situato sul lato della strada.

Fin dall'antichità divenne un itinerario di pellegrinaggio annuale, legato alla devozione religiosa verso la Vergine della Candelaria e il suo santuario. Questo percorso è già menzionato nei documenti di distribuzione delle terre redatti dall'Adelantado Alonso Fernández de Lugo dopo la conquista. Nel testo di Alonso de Espinosa, riferendosi ai miracoli della Vergine della Candelaria, allude all'apertura della strada nel secondo decennio del XVI secolo, mentre indica che l'eremo di Nuestra Señora de la Rosario fu costruito intorno al 1534, come luogo di sosta per i pellegrini in pellegrinaggio. Allo stesso tempo, era il percorso utilizzato dalla processione che portava in preghiera l'immagine della Vergine della Candelaria, quando veniva portata a La Laguna a causa delle varie calamità che colpirono l'isola.
Si tratta quindi di una delle strade più antiche dell'isola e, forse, di quelle di maggior valore patrimoniale, tenendo conto della sua epoca e delle circostanze storiche, religiose e ideologiche che circondano il suo futuro, senza dimenticare l'aspetto etnografico valori derivanti dalla costruzione di strade tradizionali, delimitate da muretti a secco, con pavimentazione compatta nei settori più difficili e adattamento alla morfologia del terreno.
Attualmente continua ad essere utilizzato come uno dei percorsi di pellegrinaggio a Candelaria. Il percorso istituzionalizzato di Vecchia strada di Candelaria, organizzato dai comuni di El Rosario e Candelaria, si svolge ogni anno alla fine di gennaio (nell'ambito della festa liturgica della Vergine). Si tiene anche durante le festività agostane della Vergine.